# James Mackay
James Peter Hymers Mackay, baron Mackay of Clashfern (ur. 2 lipca 1927 w Edynburgu) – szkocki prawnik i polityk, lord kanclerz w rządach Margaret Thatcher i Johna Majora.
Jest synem pracownika kolei. Wykształcenie odebrał w George Herriot's School, na uniwersytecie w Edynburgu oraz w Trinity College na Uniwersytecie Cambridge, gdzie kończył matematykę. W latach 50. wykładał ten przedmiot na uniwersytecie w St Andrews, po czym powrócił na uniwersytet edynburski, aby studiować prawo. W 1955 r. został wybrany do stowarzyszenia adwokackiego. W 1965 r. został Radcą Królowej, a niedługo później dziekanem stowarzyszenia i przewodniczącym szkockich korporacji prawniczych.
W 1979 r. Mackay został lordem adwokatem, najwyższym urzędnikiem prawnym w Szkocji. W tym samym roku otrzymał dożywotni tytuł parowski barona Mackay of Clashfern. Na tym stanowisku pozostał do 1984 r., kiedy został sędzią Sądu Sesji (Court of Sessions), najwyższego szkockiego sądu cywilnego. W 1985 r. został członkiem komitetu apelacyjnego Izby Lordów. W 1987 r. został Lordem Kanclerzem i pozostał na tym stanowisku do końca rządów Partii Konserwatywnej w 1997 r. W 1999 r. został kawalerem Orderu Ostu.
W latach 2005–2006 lord Mackay był Lordem Wysokim Komisarzem przy Zgromadzeniu Generalnym Kościoła Szkocji. 27 kwietnia 2007 r. został Lordem Clerk Register. Lord Mackay jest również redaktorem Halsbury's Laws of England, zbioru aktów prawnych publikowanego od 1907 r.
Na jego cześć nazwana została James Mackay Hall, główna sala konferencyjna w King’s College na uniwersytecie w Aberdeen.